# Giuseppe Panella
Giuseppe Panella (Benevento, 8 marzo 1955 – Pisa, 20 maggio 2019) è stato un filosofo, saggista e poeta italiano.

## Biografia
Giuseppe Panella si laureò in Storia della filosofia presso l'Università di Pisa e la Scuola Normale Superiore di Pisa, dove poi insegnò estetica, filosofia politica e storia del pensiero politico.
Fu presidente della giuria del premio letterario "Hermann Geiger" e membro della giuria del premio letterario "ArtediParole" riservato a studenti delle scuole medie. 
Si distinse anche come poeta pubblicando otto volumi di poesia, da ricordare Il terzo amante di Lucrezia Buti pubblicato a Firenze con Editore Polistampa nel 2000.
In collaborazione con David Ballerini girò due documentari d'arte, La leggenda di Filippo Lippi, pittore a Prato trasmesso da Rai2 nel 2001 e Il giorno della fiera. Racconti e percorsi in provincia di Prato del 2002.
Nel 2001 vinse il Fiorino d'oro del Premio Firenze.
Nel 2002 gli fu assegnato il premio concesso annualmente dal Ministero dei Beni Culturali per attività culturali e artistiche particolarmente rilevanti.
Nel 2009 ricevette il premio "Sergio Leone" per la sua attività in ambito cinematografico.
Collaborò con l'associazione Pianeta Poesia di Firenze guidata da Franco Manescalchi nella presentazione di poeti e incontri letterari. 
Fece parte del comitato tecnico del Premio letterario Chianti, coordinato da lui stesso e composto da Paolo Codazzi, Lorella Rotondi ed altri.

## Opere

### Monografie
- Robert Michels, Socialismo e fascismo (1925-1934), Milano, Giuffré, 1991
- Lettera sugli spettacoli di Jean Jacques Rousseau, Aesthetica Edizioni, Palermo
- Il paradosso sull'attore di Denis Diderot, La Vita Felice, Milano

### Saggi
- Elogio della lentezza. Etica ed estetica in Paul Valéry, Aesthetica Preprints 23, Palermo, 1989

### Pubblicazioni
- Del sublime, Frosinone, DismisuraTesti, 1992
- Il sublime e la prosa. Nove proposte di analisi letteraria, Firenze, Clinamen, 2005.
- Émile Zola, scrittore sperimentale. Per la ricostruzione di una poetica della modernità, Chieti, Solfanelli, 2008
- Pier Paolo Pasolini. Il cinema come forma della letteratura, Firenze, Clinamen, 2009
- Il sosia, il doppio, il replicante. Teoria e analisi critica di una figura letteraria, Bologna, Elara Edizioni, 2009
- I piaceri dell'immaginazione, Firenze, Clinamen, 2009;
- Jean Jacques Rousseau e la società dello spettacolo, Firenze, Pagnini, 2010;
- Il mantello dell'eretico. La pratica dell'eresia come modello culturale, Piateda (Sondrio), CFR Edizioni (Quaderno 1), 2011
- L'incubo urbano. Rousseau, Debord e le immagini dello spettacolo in La questione dello stile. I linguaggi del pensiero, a cura di F. Bazzani, R. Lanfredini e S. Vitale, Firenze, Clinamen, 2012
- Ipotesi di complotto. Paranoia e delirio narrativo nella letteratura americana del Novecento (in collaborazione con Riccardo Gramantieri), Chieti, Solfanelli, 2012
- Il secolo che verrà. Epistemologia, letteratura, etica in Gilles Deleuze (in collaborazione con Silverio Zanobetti), Firenze, Clinamen, 2012
- Storia del sublime. Dallo Pseudo-Longino alle poetiche della modernità, Firenze, Clinamen, 2012
- La scrittura memorabile. Leonardo Sciascia e la letteratura come forma di vita, Grottaminarda, Delta 3 Edizioni, 2012 (libro vincitore del Premio "De Sanctis – L'inedito" per la critica letteraria)
- Alberto Arbasino e la "vita bassa". Indagine sull'Italia degli Ottanta in cinque mosse, in Cahiers d'études italienne – Les années quatre-vingt et le cas italien, 14, 2012, pp. 183–199
- Prove di sublime. Letteratura e cinema in prospettiva estetica, Firenze, Clinamen, 2013
- Curzio Malaparte autore teatrale e regista cinematografico, Roma, Fermenti Editore, 2013
- Introduzione al pensiero di Vittorio Vettori. Civiltà filosofica, poetica "etrusca" e culto di Dante, Firenze, Edizioni Polistampa, 2014
- Le immagini delle parole. La scrittura alla prova della sua rappresentazione, Firenze, Clinamen, 2014
- La polifonia assoluta. Poesia, romanzo, letteratura di viaggio nell'opera di Vittorio Vettori, Firenze, Edizioni della Regione Toscana, 2014
- L'estetica dello choc. La scrittura di Curzio Malaparte tra esperimenti narrativi e poesia, Firenze, Clinamen, 2014 e Tutte le ore feriscono, l'ultima uccide
- Georges Bataille: l'estetica dell'eccesso, Firenze, Clinamen, 2014
- L'occasione della poesia. Poesie 2007-2014, con testi di Carlo Fini, Novara, Interlinea, 2015.
- Le maschere del doppio: tra mitologia e letteratura Editore libri di Emil, 2017
- G. Panella, Diario dell'altra vita. Lo sguardo della filosofia e la prospettiva della felicità, Firenze, Clinamen, 2015.